# Yohimbine
Yohimbine is een hoofdzakelijk in de bladeren en de schors van de yohimbeboom (Pausinystalia yohimbe) natuurlijk voorkomende stof uit de groep van indoolalkaloïden. Daarnaast is yohimbine ook in wortels van veel planten uit het geslacht Rauvolfia te vinden. Tot de naar deze soort genoemde Rauvolfia-alkaloïden behoren naast yohimbine ook bijvoorbeeld reserpine, serpentine en ajmaline.
Yohimbine is een lichte monoamino-oxidaseremmer (MAO-remmer) en werkt als een stimulans en afrodisiacum.
Het werd in Nederland verkocht als voedingssupplement voor behandeling van seksuele disfunctie. Sinds 28 mei 2007 is in Nederland de verkoop van voedingssupplementen die yohimbe-alkaloïden (of derivaten daarvan) bevatten verboden. Dit is gebeurd nadat diverse bijwerkingen werden gemeld, zoals verhoging van de bloeddruk en hartslag, beïnvloeding van de werking van geneesmiddelen en het verergeren van psychische klachten. De verkoop van Yohimbe-alkaloïden, zoals yohimbine, onder de Warenwet is ook verboden in bijna alle andere EU-landen.
Yohimbine wordt echter nog wel als geneesmiddel verkocht. Zo is in België yohimbine onder de merknaam Yocoral® te koop op medisch voorschrift bij de apotheek.